# Patrice Gourrier
Patrice Gourrier, né le 16 avril 1960 à Paris, est un prêtre catholique, psychologue  clinicien, éditeur, écrivain et chroniqueur français.

## Biographie

### Prêtre de l'Église catholique
En 1983, il entre au séminaire d'Issy-les-Moulineaux qu’il quitte trois ans plus tard. Il a été employé à la Société générale. En 2000 il est ordonné prêtre. En 2004, il devient chroniqueur aux Grandes Gueules, sur RMC. Prêtre auxiliaire à Poitiers centre et est, et aumônier du monde juridique. En 2014, il a été chargé par Mgr Wintzer, archevêque de Poitiers, de développer et de coordonner un pôle de méditation, de développement personnel et spirituel, prenant en compte les nouvelles attentes religieuses.
Le 10 février 2016, il est nommé parmi les 1 147 missionnaires de la Miséricorde par le pape François. Il se voit ainsi remettre une lettre de délégation, lui permettant de donner durant le jubilé de la Miséricorde le pardon aux péchés ordinairement réservés au Pape, c'est-à-dire notamment les profanations d'hosties, l'avortement ou encore la trahison du secret de confession.

### Soutien à Jérôme Kerviel
En 2008, il prend la défense de Jérôme Kerviel,. Il raconte son engagement et la marche qu'il a entreprise à la suite de l'ancien trader dans un ouvrage paru en novembre 2014, écrit en collaboration avec Richard Amalvy.

## Publications
- Talitha Koum ! (avec J. Desbouchages, Prier - Desclée de Brouwer, 2001)
- Quarante jours pour faire fondre nos « graisses spirituelles » (Desclée de Brouwer, 2002)
- Marana tha (Desclée de Brouwer, 2002)
- Huit jours pour reprendre souffle (Prier, 2003)
- J'ai choisi d'être prêtre (avec J. Rigaud, Flammarion - Desclée de Brouwer, 2003)
- Huit jours pour habiter son corps (avec M. Moinard, Prier, 2004)
- Lettre ouverte au prochain pape (Flammarion - Desclée de Brouwer, 2005)
- Huit jours pour mieux vivre la messe (avec P. Gouband, Prier, 2005)
- Huit jours pour dire « Notre Père » (Prier, 2006)
- Parlez-nous d'amour (avec B. Lahaie, Flammarion, 2007)
- Le dimanche, c'est sacré ! (Lethielleux - Desclée de Brouwer, 2009)
- 40 jours avec Maurice Zundel et les Pères du désert (avec J. Desbouchages, Presses de la Renaissance - Prier, 2009)
- Alcoolisme, dépression. Un autre regard (Desclée de Brouwer, 2009)
- Abba, dis-moi une parole ![3]  (ISBN 978-2706709111)
- Deviens ce que tu es : retrouver la confiance en soi avec Jérôme Desbouchages[9]  (ISBN 978-2368900031)
- Le Jour où ma vie a basculé (avec Richard Amalvy, Le Passeur éditeur, Paris, novembre 2014).